# Fronteiras do Desconhecido
Fronteiras do Desconhecido foi um programa de televisão brasileiro exibido semanalmente, no horário das 22h30, pela Rede Manchete.

## Produção
O programa foi apresentado por Ronalldo Rosas (1990) e Carlos Bianchini (1991), vai trazendo reconstituição de crimes e, posteriormente, histórias fictícias. Foi criado para fazer concorrência com a primeira versão do programa Linha Direta, da Rede Globo.
Vários atores estão no elenco, como Nádia Lippi, Ângela Leal, Cristina Prochaska, Fátima Freire, Reynaldo Gonzaga, Cláudio Marzo, Cássia Kiss, Marcos Palmeira, Marcos Winter, Cristiana Oliveira, Betty Erthal e Ewerton de Castro.
Também a autoria variava. Vários autores contratados escreviam os episódios, como Walcyr Carrasco, Paulo Figueiredo, Rita Buzzar, Wilson Aguiar Filho, Alfredo Sirkis, Ewerton de Castro, Leila Miccolis e Lauro César Muniz. A trilha sonora era composta por Marcus Viana.

## Reprises
Foi reapresentada na primeira vez, às 19h30, entre 13 de maio e 5 de julho de 1991, em versão original de 40 capítulos; Na segunda vez, entre 23 de agosto e 3 de dezembro de 1993, às 21h30. Depois do Jornal da Manchete, de segunda à sexta-feira, em 65 capítulos; Na terceira vez, entre 2 de fevereiro e 24 de abril de 1998. às 19h, de segunda à sexta-feira, contando com 60 capítulos. E na quarta vez entre 4 e 29 de janeiro de 1999, de segunda à sexta-feira, contando com 20 capítulos.
Parte das histórias também foram reprisadas dentro dos programas Histórias Populares, em 1992, e Enigma, em 1993.

## Episódios

### A Personalidade Intrusa
Adaptação: Eloy Santos 

Um programa de: Augusto César Vanucci

Direção: Evaldo Ruy
Elenco:
- Cássia Kis Magro .... Valquíria
- Thales Pan Chacon .... David Frost
- Francisco Dantas .... Gerson do Valle
- Henri Pagnoncelli .... Dr. Álvaro
- Lourdes Mayer .... Nevita
- Antonio Gonzáles .... Rodolfo
- Jacyra Silva .... Ivete
- Lu Mendonça .... Holly Cantrell
- Gedivan Albuquerque .... Richard Lopes
- Valdir Rodrigues .... César

### Adelino, Uma Vida de Amor
Adaptação: Paulo Figueiredo 

Direção: Evaldo Ruy e Augusto César Vanucci
Elenco:
- Felipe Carone .... Adelino
- Reynaldo Gonzaga .... Geraldo Pudim
- Leonardo Villar .... Frei Malthus
- Carla Camuratti .... Virgínia
- João Signorelli .... Khan
- Agnes Fontoura .... Joana
- Paulo Pinheiro .... Adamastor
- Catalina Bonaky .... Laura
- Denise Escobar .... Inês
- Aguinaldo Rocha .... Padre Hipólito
- Átila Iório .... Carlinhos
- Lélia Abramo .... Berenice

### Frei Galvão, Francisco Brasileiro
Adaptação: Eloy Santos 

Direção: Evaldo Ruy e Augusto César Vanucci
Elenco:
- Thales Pan Chacon .... Frei Galvão
- Maria Isabel de Lizandra .... Leonor
- Pratinha .... Francisco
- Miguel Rozemberg .... Delegado Procópio
- Irma Álvares .... Clara
- Eduardo Pamplona .... Natércio

### O Resgate
Adaptação: Paulo Figueiredo

Direção: Henrique Martins
Elenco:
- Renée de Vielmond .... Nayara
- Chico Diaz .... Rosenverg Reis
- Fernando Eiras .... Müller
- Isaac Bardavid .... Cintura Fina
- Thelma Reston .... Verônica
- Ana Kfouri .... Ruth
- Suzana Kruger .... Nice

### Escrava Anastácia
Adaptação: Paulo César Coutinho 

Direção: Henrique Martins
Elenco:
- Ângela Correa .... Anastácia
- Tarcísio Filho .... Arcanjo Fluentes
- Flávio Galvão .... Dom Antônio
- Carolina Ferraz .... Sinhá
- Ewerton de Castro .... Padre Gonzaga
- Neuza Borges .... Das Dores
- Rubens Corrêa .... João Gustavo
- Solange Couto .... Quequerém
- Geraldo Del Rey .... Teodoro
- Maurício do Valle .... Malaquias
- Iléa Ferraz .... Ilodu
- Lana Francis .... Akalá
- Fátima Freire .... Alvariciana
- Roberto Frota .... Capitão-do-mato
- Thiago Frota .... Álvaro
- Thiago Justino .... Ode Biyi
- Kadu Karneiro .... Victor
- Clementino Kelé .... Obatunji
- Elisa Lucinda .... Hermelinda (Atunji)
- Luíza Maranhão .... Alice
- Rosa Marya Colin	.... Benedita
- Iris Nascimento .... Filomena (Oiaquemi)
- Claudioney Penedo .... Heitor
- Luís Antônio Pilar .... Washington Reis
- Antônio Pompeo .... Adeaô
- Ruy Rezende .... Bexiga
- Ivan Setta	.... Marco Monterrey
- Adyel Silva .... Massominu
- Jitman Vibranoski .... Dr. Tenório
- Chica Xavier .... Odé Deoyn

### A Rua do Salto
Adaptação: Margareth Boury 

Direção: Jorge Queiroz
Elenco:
- Nelson Xavier .... Padre Albano
- Ricardo Blat .... João Dindim
- Betty Erthal .... Mariana
- Lourdes de Moraes .... Rosemary
- Andréa Veiga .... Luísa
- Ibanez Filho .... Zé Viana
- Emília Rey .... Carmela
- Maria Sílvia .... Edwiges
- Yeda Hamelin .... Lisete
- Murilo Grossi .... Coronel João Possidônio

### O Teu Nome: Marília
Adaptação: Eloy Santos

Direção: Jorge Queiroz
Elenco:
- Ester Góes .... Marília
- Paulo Figueiredo .... Dr. Erasmo
- Cristina Prochaska .... Dodô
- Lourdes de Moraes .... Branca
- Paulo Vilaça .... Guilherme
- Martha Overbeck .... Dorinha
- Luiz Armando Queiroz .... Felipe Bornier

### A Matéria dos Sonhos
Roteiro: Aloísio Filho 

Direção: Tomil Gonçalves
Elenco:
- Kadu Moliterno .... Orlando Bomfim
- Cláudia Alencar .... Raquel
- Fábio Junqueira .... Padre Cícero
- Tomil Gonçalves .... Nosferatu
- Paulo Castelli .... Antero Neto
- Jaqueline Sperandio .... Edwiges
- Cristina Ache .... Hilda Furacão
- Márcio Augusto .... Alexandre

### Maria do Cais
Adaptação: Walcyr Carrasco 

Direção: Henrique Martins
Elenco:
- Fátima Freire .... Maria do Cais
- Cassiano Ricardo .... Aramel
- Nádia Lippi .... Isadora
- Carlos Gregório .... Sabiá
- Liana Duval .... Amelie
- Samantha Monteiro .... Neném

### O Acidente
Adaptação: Lauro César Muniz 

Direção: José Louzeiro
Elenco:
- Cristina Mullins .... Lúcia
- Raul Gazolla .... João
- Luciano Vianna .... Emanuel
- Guilherme Leme .... Adrian
- Carolina Ferraz .... Tatiana
- Osmar Prado .... Eduardo Cunha
- Irene Ravache .... Beatriz
- Cláudia Lira .... Maria do Carmo
- Sérgio Mamberti .... Padre Nelson
- Jonas Bloch .... Norberto
- Nathália Timberg .... Carmela
- Rubens de Falco .... Ventura
- Tião D'Ávila .... Delegado Queiroz

### Um Grito na Noite
Adaptação: Walcyr Carrasco

Direção: Atílio Riccó
Elenco:
- Denise Del Vecchio .... Çãozinha
- Daniel Hertz .... Simon Hunt
- Karla Muga .... Gabriela "M"
- Geraldo Del Rey .... Fábio Tubino
- Luísa Thiré .... Solange
- Claude Haguenauer .... Tio Jacques
- Marcos Waimberg .... Orlando Bomfim, Jr.
- Sebastião Lemos .... Doca
- Élcio Romar .... Jean Valjean

### A Casa do Penhasco
Adaptação: Margareth Boury 

Direção: Henrique Martins
Elenco:
- Cristina Mullins .... Janaína
- Giuseppe Oristânio .... Ricardo
- Clarice Derziê .... Natália
- Denise Bandeira .... Joana
- Silvio Pozzato .... Padre CiroReferências

1. 1 2 3 4 5 6 7 8 9  Xavier, Nilson. «Fronteiras do Desconhecido». Teledramaturgia. Consultado em 17 de janeiro de 2017. Cópia arquivada em 17 de janeiro de 2017